# Ioscio di Tiro
Ioscio di Tiro (anche Joscius, Josce o Josias; ... – 1202) è stato un arcivescovo cattolico franco in Outremer alla fine del XII secolo.

## Biografia
Egli fu canonico e suddiacono della chiesa di San Giovanni d'Acri, e divenne vescovo di San Giovanni d'Acri il 23 novembre 1172.
Ioscio fu uno dei membri della delegazione della chiesa latina degli Stati crociati al terzo Concilio Lateranense nel 1179.
Mentre era in Europa egli si recò anche in Francia per conto del re Baldovino IV, per negoziare il matrimonio tra Ugo III Duca di Borgogna e la sorella di Baldovino Sibilla, le nozze però non furono mai celebrate; Sibilla sposò invece Guido di Lusignano l'anno successivo.
Ioscio succedette a Guglielmo di Tiro come Arcivescovo di Tiro qualche tempo prima del 21 ottobre 1186, quando fu attestato per la prima volta in questa posizione.
Nel frattempo la situazione politica a Gerusalemme si era fatta molto tesa, Sibilla e Guido erano diventati regina e re di Gerusalemme, ma Raimondo III di Tripoli, che aveva governato come reggente ed era uno dei consiglieri più saggi del regno, si rifiutò di accettare il nuovo sovrano.
Nell'aprile del 1187 Guido inviò Baliano di Ibelin, Gérard de Ridefort, Roger de Moulins, Reginaldo di Sidone e Ioscio a Tiberiade per trattare con Raimondo.
Nel frattempo, Saladino aveva inviato una piccola armata verso Tiberiade guidata da suo figlio al-Afdal.
Raimondo III nutriva la speranza che Saladino si potesse alleare con lui contro Guido, e per questo permise alla spedizione di attraversare il territorio di Tiberiade il 30 aprile, sebbene si fosse premurato di avvisare i cristiani di Nazaret del loro passaggio.
Nell'apprendere ciò, Gerardo radunò velocemente un piccolo esercito, formato dalle guarnigioni di Templari di Qaqun e al-Fulah e dai cavalieri del regno acquartierati a Nazaret, un piccolo contingente di soli 140 cavalieri.
Le forze comandate da Roger e Gérard furono sconfitte alla Battaglia di Cresson, il 1º maggio.
Baliano nel frattempo si era fermato nel suo feudo di Nablus e Reginaldo era anch'egli altrove, ma Ioscio fu presente alla battaglia.
Ioscio e Baliano continuarono fino a Tiberiade dove incontrarono Raimondo, che era finalmente disposto ad accettare Guido come re, ma il danno era ormai troppo grande e sia Gerardo che Rainaldo consideravano Raimondo un traditore.
Saladino raccolse un esercito ancora più potente ed invase il regno a giugno, sconfisse Guido il 4 luglio alla battaglia di Hattin nella quale l'intero esercito di Gerusalemme fu distrutto.
I sopravvissuti fuggirono a Tiro, dove Corrado del Monferrato, arrivato in quello stesso mese di luglio, aveva rapidamente preso il comando delle difese della città.
Dopo la caduta di Gerusalemme in mano a Saladino, in ottobre, Corrado inviò Ioscio di Tiro in occidente a chiedere aiuto, su una nave con le vele nere, portando anche disegni propagandistici raffiguranti la Basilica del Santo Sepolcro usata da Saladino come stalla per i suoi cavalli (che vi urinavano).
Ioscio si fermò prima in Sicilia dove re Guglielmo II promise di inviare una flotta ad est; egli morì prima di poter partire per la crociata ma la sua flotta contribuì a salvare Tripoli dall'attacco di Saladino.
Ioscio continuò fino a Roma, dove lo shock per la notizia di Hattin si suppone abbia causato la morte di Papa Urbano III;
il suo successore Gregorio VIII emanò la Bolla pontificia Audita tremendi, diretta ai maggiori monarchi europei, con la quale proclamava una nuova crociata.
Ioscio andò quindi in Francia, dove la notizia di Hattin era già arrivata e Riccardo, Conte di Poitou aveva già fatto voto di fare una crociata.
Nel gennaio del 1188 Ioscio incontrò Enrico II d'Inghilterra, Filippo II di Francia e Filippo I delle Fiandre a Gisors.
Egli negoziò un accordo di pace tra Enrico e Luigi convincendoli a prendere anch'essi la croce.
Per finanziare la crociata Enrico in Inghilterra e Filippo in Francia imposero la Decima del Saladino, imitando forse una tassa di Gerusalemme del 1183 della quale potrebbero aver appreso da Ioscio, a Gisors.
Alcuni cronisti inglesi successivi, incluso Matteo Paris, sostennero erroneamente che l'Arcivescovo presente a Gisors era Guglielmo.
Dopo la terza crociata Ioscio divenne cancelliere di Gerusalemme per Enrico II di Champagne, che aveva sposato la regina Isabella di Gerusalemme dopo l'assassinio di Corrado diventando così re di Gerusalemme, anche se non usò mai tale titolo.
Enrico fu coinvolto in una controversia con i canonici della Basilica del Santo Sepolcro in merito all'elezione del nuovo Patriarca latino e li fece imprigionare fino all'intervento di Ioscio.
Ioscio fu anche presente alla fondazione dei Cavalieri teutonici nel 1198.
Probabilmente morì nel 1202.